# Мідекаміцин
Мідекаміцин — природний антибіотик для перорального застосування. Він є представником групи 16-членних макролідів. Виробництво препарату передбачає використання продуктів життєдіяльності Streptomyces mycarofaciens.

## Фармакологічні властивості
Мідекаміцин — антибіотик широкого спектра дії. Препарат діє бактеріостатично, порушуючи синтез білка в бактеріальній клітині. До препарату чутливі такі збудники: стафілококи, стрептококи, легіонелли, нейсерії, клостридії, лістерії, Corynebacterium diphtheriae, Erysypelothrix spp., Moraxella catarrhalis, Bordetella pertussis, Helicobacter pylori, Campylobacter spp., Bacteroides spp., Ureaplasma urealiticum, хламідії, мікоплазми. Нечутливими до мідекаміцину є представники Pseudomonas, Acinetobacter і родини Enterobacteriaceae, а також туберкульозна паличка. Мідекаміцин також неактивний до Haemophilus influenzae. Мідекаміцин розроблений японською компанією Meiji Seika та застосовується у клінічній практиці з 1985 року.

### Фармакодинаміка
Мідекаміцин добре всмоктується в шлунку, біодоступність препарату — близько 100%. Максимальна концентрація в крові досягається протягом 1—2 годин. Концентрації препарату в тканинах вищі, чим у крові. Мідекаміцин у помірній кількості (47%) зв'язується з білками плазми крові. Високі концентрації препарату відмічаються у шкірі, бронхіальному секреті, жовчі; значно менша концентрація антибіотику спостерігається у мигдаликах, у слизовій оболонці гайморової пазухи визначаються лише сліди препарату. Препарат проходить через плацентарний бар'єр, виділяється в грудне молоко. Мідекаміцин погано проходить через гематоенцефалічний бар'єр.Препарат має виражений постантибіотичний ефект. Препарат метаболізується в печінці. Період напіввиведення мідекаміцину — 1 година, збільшення цього показника при печінковій та нирковій недостатності не спостерігається. Виводиться препарат переважно з жовчю, до 5% — з сечею.

## Показання до застосування
Мідекаміцин застосовується при інфекціях, викликаних чутливими до препарату збудниками: інфекції дихальної системи (викликані внутрішньоклітинними збудниками і при реакції на пеніциліни), інфекції сечостатевої системи (викликані внутрішньоклітинними збудниками), інфекції м'яких тканин і шкіри, кампілобактеріоз, лістеріоз, лікування і профілактика дифтерії та коклюшу.

## Побічна дія
При застосуванні мідекаміцину можливі наступні побічні ефекти:
- Алергічні реакції — нечасто висипання на шкірі, кропив'янка, синдром Стівенса-Джонсона.
- Зі сторони травної системи — рідко нудота, блювота, діарея, псевдомембранозний коліт, жовтяниця, стоматит.
- Зміни в лабораторних аналізах — рідко еозинофілія, збільшення рівня білірубіну, підвищення рівня активності трансаміназ.

Згідно з даними мультицентрового рандомізованого дослідження, при застосуванні мідекаміцину спостерігається у 2 рази менше побічних ефектів з боку травної системи, чим при застосуванні еритроміцину. Це пояснюється різницею у структурі антибіотиків (мідекаміцин є 16-членним макролідом і не впливає на моторику шлунково-кишкового тракту, на відміну від еритроміцину, що є 14-членним макролідом).

## Протипокази
Мідекаміцин протипоказаний при підвищеній чутливості до макролідів, при важкій печінковій недостатності. Препарат рекомендовано із обережністю застосовувати при вагітності. Під час прийому мідекаміцину рекомендовано припинити годування грудьми.

## Форми випуску
Мідекаміцин випускається у вигляді таблеток по 0,4 г і гранул для приготування 3,5% суспензії для перорального прийому.